# Osmarsleben

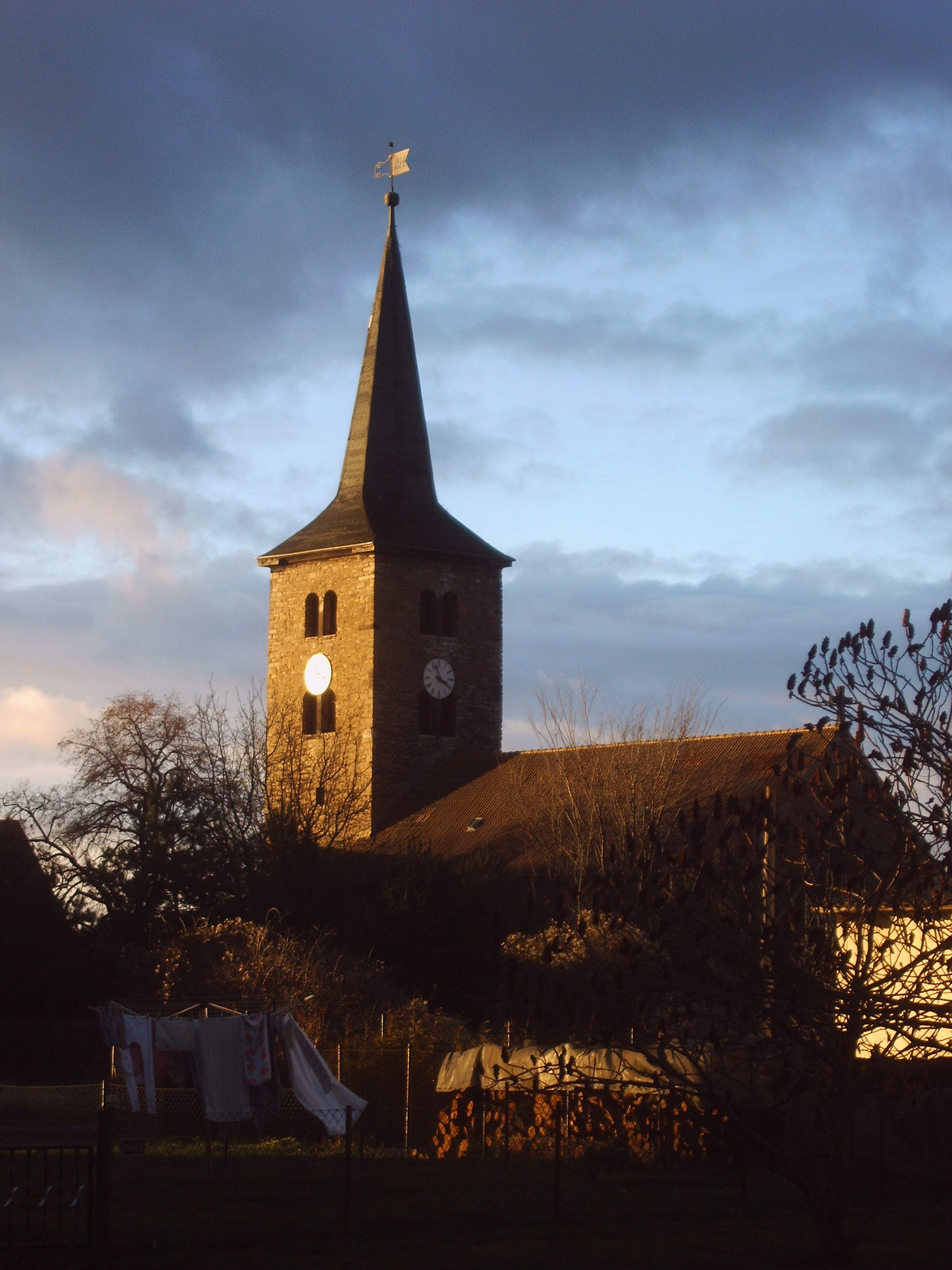
Johanniskirche in Osmarsleben

Osmarsleben ist ein Ortsteil der Stadt Güsten in Sachsen-Anhalt.

## Lage
Der östlich von Güsten an der Wipper gelegene Ort zählt etwa 500 Einwohner. Durch das Dorf führt der Wipper-Saale-Radweg.
Südlich der Ortslage befindet sich eine Kiesgrube, die seltenen Vögeln ein neues Zuhause bietet. Dazu gehören auch Bienenfresser und Uferschwalbe.

## Geschichte
Im Frühjahr 1830 verursachte eine Überschwemmung größere Schäden im Ort. Die Einwohnerzahl lag früher deutlich höher, als dies heute der Fall ist. 1910 zählte Osmarsleben 776 Einwohner, 1933 dann 846, 1939 noch 820 Bewohner. Am 20. Juli 1950 erfolgte die Eingemeindung nach Güsten. 2008 feierte man das 800-jährige Bestehen Osmarslebens.

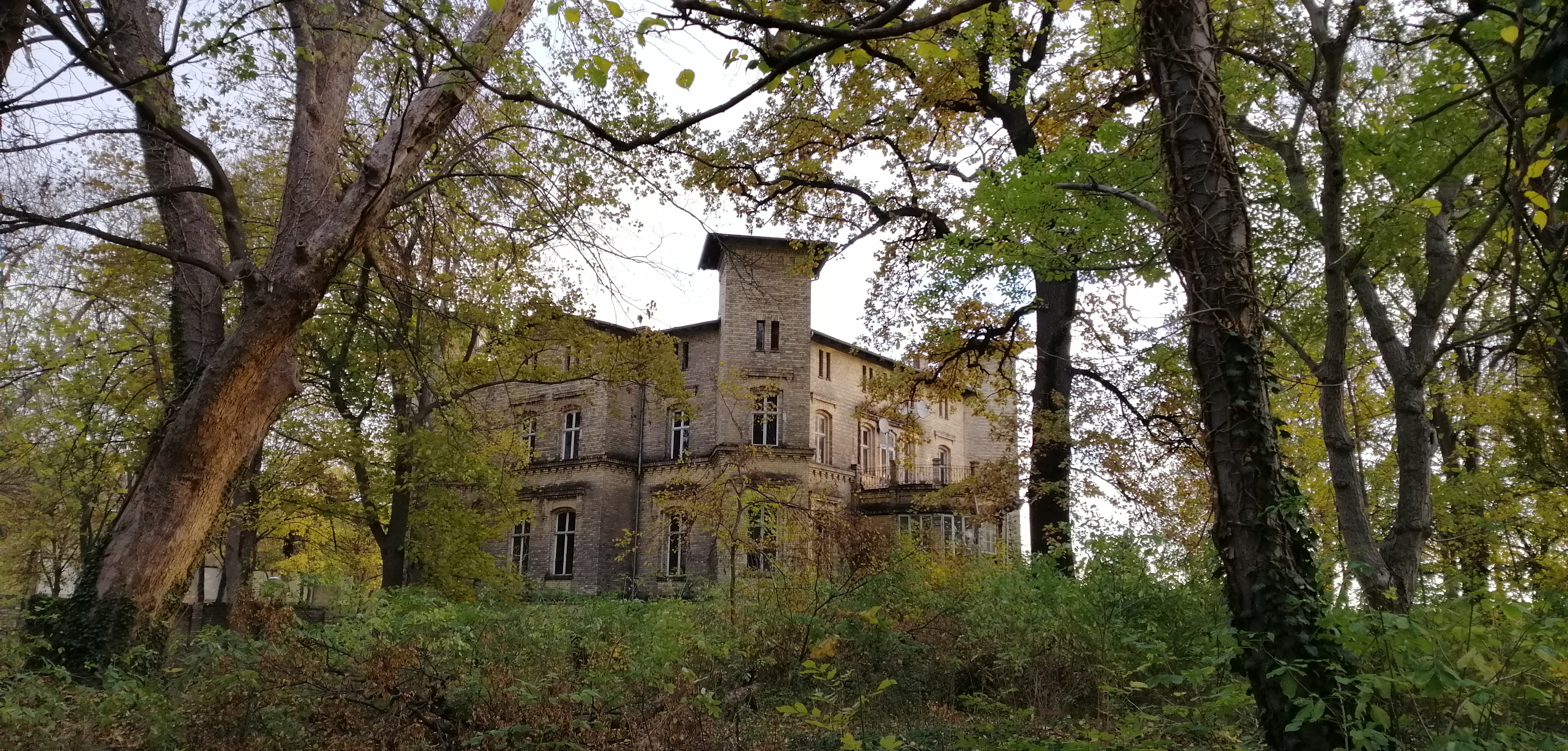
Gutshaus Kraaz in Osmarsleben

Markante Gebäude in der Ortschaft sind die St-Johannis-Kirche, die jedoch wegen Bauschäden seit 2006 gesperrt ist, und das Gutshaus Kraaz. Das ebenfalls prägende Gutshaus Hühne musste aufgrund seines maroden Zustands abgerissen werden. Weitere Kulturdenkmale sind in der Liste der Kulturdenkmale in Osmarsleben verzeichnet.
In früherer Zeit gab es eine Zuckerfabrik und im Bereich des Mühlenweges eine Saftfabrik.

## Kultur
Ansässige Vereine und Institutionen in Osmarsleben sind der Rassekaninchenzuchtverein G830 Osmarsleben, der Hundesportverein Güsten-Osmarsleben sowie der Dorfclub Osmarsleben e. V., welcher jährlich das Eichenfest und das Heimatfest organisiert.

## Persönlichkeiten
In Osmarsleben geboren wurden Julius Kraaz (1822–1889), Jurist, Zuckerfabrikant und Mitglied des Deutschen Reichstags sowie der DBD-Politiker und Mitglied der Volkskammer Herbert Born (* 1916).